# ناوشکن کلاس کلیمور
ناوشکن کلاس کلیمور (به انگلیسی: Claymore-class destroyer) یک کلاس از کشتی است.